# Hexomyza cecidogena
Hexomyza cecidogena är en tvåvingeart som först beskrevs av Erich Martin Hering 1927.  Hexomyza cecidogena ingår i släktet Hexomyza, och familjen minerarflugor. Arten har ej påträffats i Sverige.